# Enrico Forlanini
Enrico Forlanini (Milano, 13 dicembre 1848 – Milano, 9 ottobre 1930) è stato un ufficiale, inventore, pioniere dell'aviazione, ingegnere e imprenditore italiano.
Ricordato in particolare come inventore dell'aliscafo, la sua attività pionieristica nel nascente settore aeronautico fu particolarmente significativa nell'ambito degli elicotteri e dei dirigibili. Oltre che all'aliscafo, rivolse la sua attenzione ai dirigibili: la navicella di comando solidale con l'involucro per ridurre la resistenza aerodinamica e il primo utilizzo pratico di getti d'aria compressa per il controllo direzionale di un aeromobile, quest'ultimo applicato nel dirigibile Omnia Dir che volò postumo nel 1931.

## Biografia

### Studi
Figlio di Francesco Forlanini, medico milanese allora primario all'ospedale Fatebenefratelli, era il fratello minore del famoso Carlo Forlanini, illustre medico pneumologo, due volte candidato al premio Nobel.
La sua istruzione si compì in ambiente militare, infatti dopo aver frequentato le elementari ed una delle Regie Scuole Tecniche milanesi, nel 1862 entrò nel Collegio Militare di Milano, odierna Scuola militare "Teulié", per passare nel 1866 all'Accademia Militare, a Torino. Due anni dopo, diventato ufficiale entrava nella Scuola di Applicazione Artiglieria e Genio, scuola dalla quale uscì nel 1870, con il grado di tenente del Genio.

### Modelli di elicottero

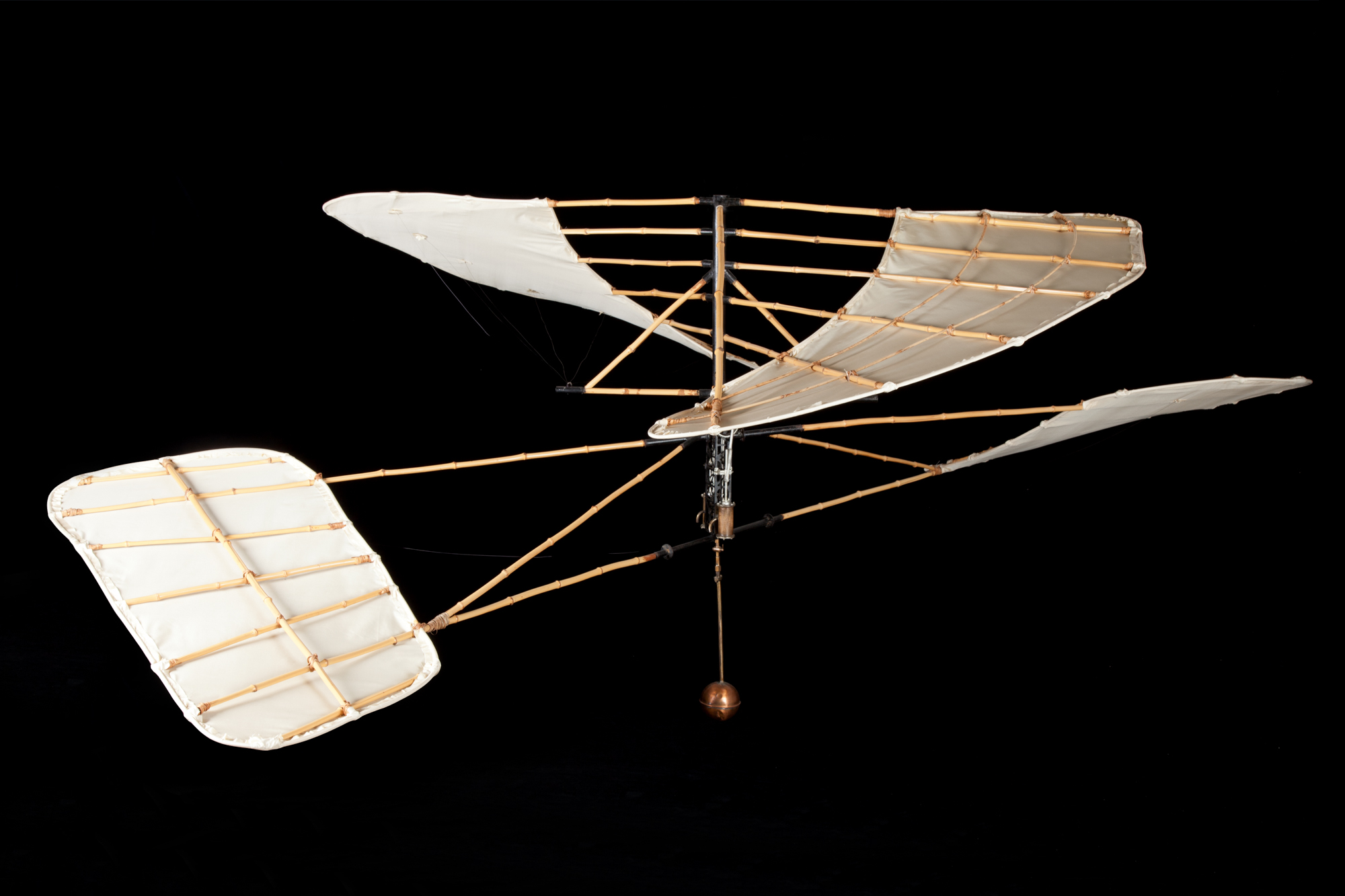
Elicottero sperimentale di Enrico Forlanini del 1877, esposto al Museo nazionale della scienza e della tecnologia Leonardo da Vinci di Milano

L'ufficiale ventiduenne Enrico Forlanini venne assegnato ad una caserma di Casale Monferrato, ove, dopo aver ottenuto il permesso dei superiori, poté utilizzare la locale officina del Genio per esperimenti sulle eliche e sulle loro capacità di trazione. In questo periodo giunse a far volare un modello di elicottero a rotori paralleli azionato da un elastico. Desideroso di approfondire le sue conoscenze, nel 1874 ottenne di potersi mettere in aspettativa dall'esercito, per potersi iscrivere alla Scuola di Applicazione del Regio Istituto Tecnico Superiore, antenato del Politecnico di Milano. Tra i suoi insegnanti Giuseppe Colombo, autore di importanti testi tecnici, deputato e ministro, anch'egli un interessato delle nascenti tematiche aeronautiche. Dopo la laurea di ingegnere industriale e ancora in aspettativa dal Regio Esercito, trovò lavoro presso l'ufficio tecnico del Comune di Gallarate, in provincia di Milano. Nel periodo 1875-1876 insegnò meccanica nella locale scuola professionale.

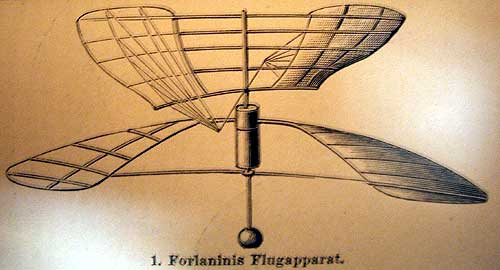
Schizzo dell'elicottero di Forlanini

Alla conclusione del periodo di aspettativa venne trasferito ad Alessandria, dove poté riprendere gli esperimenti sugli elicotteri nella locale Officina del Genio. Successivamente venne trasferito a Catanzaro, ma il lavoro di sviluppo di un modello di elicottero a vapore poté continuare grazie al suo collaboratore, Pietro Torresini, rimasto ad Alessandria, che, attraverso una fitta corrispondenza, completò l'opera nel 1877. Con questo elicottero fu compiuta una dimostrazione pubblica a Milano tra il luglio e l'agosto dello stesso anno. La dimostrazione avvenne su una piattaforma montata all'interno del Salone dei Giardini Pubblici, talvolta come sede è riportato il Teatro alla Scala. L'elicottero si alzò fino ad un'altezza di 13 metri, per un volo di una ventina di secondi che terminò con una lenta discesa. Non era il primo volo di un modello di elicottero, ma era il primo esperimento di elicottero metallico con un vero e proprio motore.
Tra gli spettatori della dimostrazione vi era Giuseppe Colombo, che, con una relazione all'Istituto Lombardo, fece meritare al ventinovenne Forlanini la medaglia d'oro del Premio Cagnola.
Caratteristiche elicottero a vapore: 
- Rotori: 2 eliche coassiali controrotanti, diametro elica superiore 1,70 m, diametro elica inferiore 2,80;
- Peso (privo di caldaia): 3,5 kg;
- Motore: a vapore da 0,2 CV. Peso (privo di caldaia): 1.5 kg. Il motore disponeva di una piccola caldaia sferica, in cui veniva accumulato il vapore in pressione. Il riscaldamento era esterno alla caldaia, quindi una volta che questa si fosse riscaldata a sufficienza da far partire il motore, l'elicottero si innalzava portando con sé la caldaia che abbandonava così la sua fonte di calore.

Questo fu l'esperimento più significativo, infatti Forlanini realizzò altri modelli di elicottero (in particolare uno di essi adottava per la propulsione getti di vapore in pressione all'estremità delle pale) e si dedicò al perfezionamento di motori a vapore leggeri.

### Attività industriale: Forlì e Milano
Date le dimissioni dall'esercito, Forlanini si trasferì a Forlì, avendo trovato impiego come direttore tecnico della ditta Società Anonima Forlivese pel Gaz e Fonderia di Ferro, fondata nel 1863, ditta che lui fece diventare di importanza nazionale. Vi introdusse diverse innovazioni, fra cui un nuovo generatore di acetilene.
Nel 1878 sposò, sempre a Forlì, la maestra Angiolina Turchi.
L'interesse di Forlanini per il volo non era certo scemato e nel suo periodo forlivese s'interessò al volo di modelli di aereo a cui forniva propulsione per mezzo di razzi. Nei primi del Novecento realizzò un aliante biplano, con cui effettuò alcuni lanci. Il biplano decollava per mezzo di una catapulta azionata da un contrappeso.
Nel 1895 divenne proprietario dell'azienda, che ormai contava 150 dipendenti ed era nota anche come Gazogene e Fonderia Meccanica. La ribattezzò Officine di Forlì. Due anni dopo (nel 1897) tornò a Milano, trasferendovi la sede legale della ditta, adesso chiamata Officine Forlanini, mentre rimaneva a Forlì lo stabilimento. Negli anni Venti del Novecento vi lavoravano dalle 300 alle 400 persone.
Forlanini, che durante la sua carriera militare ed i suoi impegni lavorativi aveva sempre potuto contare su officine meccaniche, arrivò a realizzare nella sede milanese della ditta:
- Galleria del vento: diametro 1,10 m, velocità massima 70 km/h.
- Vasca idrodinamica (Froude).

### Pioniere dei dirigibili
L'incontro a Roma con il Capitano del Genio Cesare Dal Fabbro, che gli offrì di fare un volo in pallone, portò Forlanini ad interessarsi al dirigibile, ritenendo potesse rappresentare una risposta immediata al problema del volo.

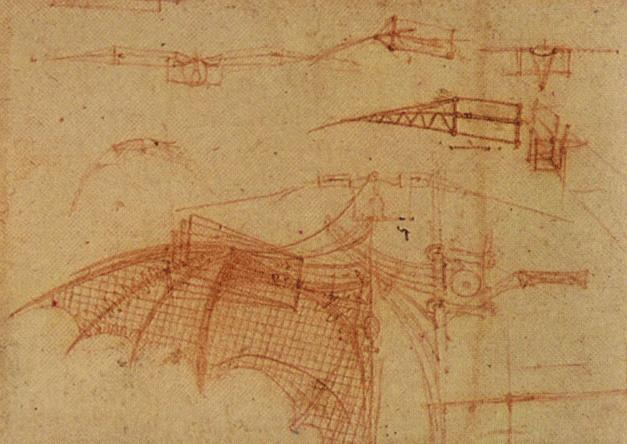
Nel dar nome al suo primo dirigibile, Forlanini rese omaggio a Leonardo da Vinci ed ai suoi studi pionieristici sul volo umano

Potendo contare sulla consulenza di Dal Fabbro, autorizzato nel frattempo a trasferirsi a Milano dal Comando Brigata Specialisti del Genio, iniziò a lavorare sul F.1 Leonardo da Vinci. La costruzione iniziò nel 1901. L'aeronave presentava due caratteristiche di progetto allora all'avanguardia:
- Tipo semirigido (a trave reticolare rigida): se il primo semirigido italiano a volare fu l'N.1 di Gaetano Arturo Crocco nel 1908 e semirigidi a trave di chiglia (prima rigida e poi snodata) saranno i dirigibili militari italiani della prima guerra mondiale e le successive creazioni di Umberto Nobile, Forlanini anticipò Crocco nell'ideare la struttura, ma i due progettisti lavorano indipendentemente e fu Crocco a far volare per primo la sua creatura;
- Gondola di comando solidale con l'involucro: questa innovazione che consente di ridurre la resistenza aerodinamica, si diffuse solo successivamente alla prima guerra mondiale, tanto che dei dirigibili impiegati nel conflitto solo i Forlanini e il tedesco Basenach M IV avevano una gondola siffatta.

Avendo sottostimato i mezzi e le difficoltà necessarie a completare una simile opera, in particolare la difficoltà di trovare motori adatti (difficoltà che incontrò anche un altro pioniere italiano, Almerico da Schio), il dirigibile riuscì a compiere il primo volo solo il 22 luglio 1909, con Dal Fabbro come pilota.
Visto il successo dell'aeronave, Forlanini intraprese la realizzazione del più ambizioso F.2 Città di Milano. I fondi furono reperiti attraverso una sottoscrizione nazionale (strada percorsa già da un altro grande pioniere del settore Ferdinand von Zeppelin) e contributi da parte del comune di Milano, la Cassa di Risparmio delle Provincie Lombarde e l'esercito. L'aeronave volò per la prima volta il 17 agosto 1913. Dopo altre 42 ascensioni, il dirigibile incontrò il suo destino il 9 aprile 1914. Costretto ad un atterraggio di emergenza presso Cascina Novello a Cantù, in seguito ad una lacerazione dell'involucro dovuta alle forti raffiche di vento, venne strappato dagli ormeggi subendo gravi danni. Durante le operazioni di svuotamento del gas, forse per colpa di uno dei numerosi curiosi, l'idrogeno s'infiammò bruciando e distruggendo il dirigibile. Gli ustionati – alcuni molto gravi – furono 200 fra i civili e 21 militari. Tra gli ustionati si citano: Innocente Broggi, pompiere canturino, Angelo Innocente Marelli, falegname nonché capo dei pompieri, Giulio Galbiati, muratore, Giuliano Galbiati, sarto.

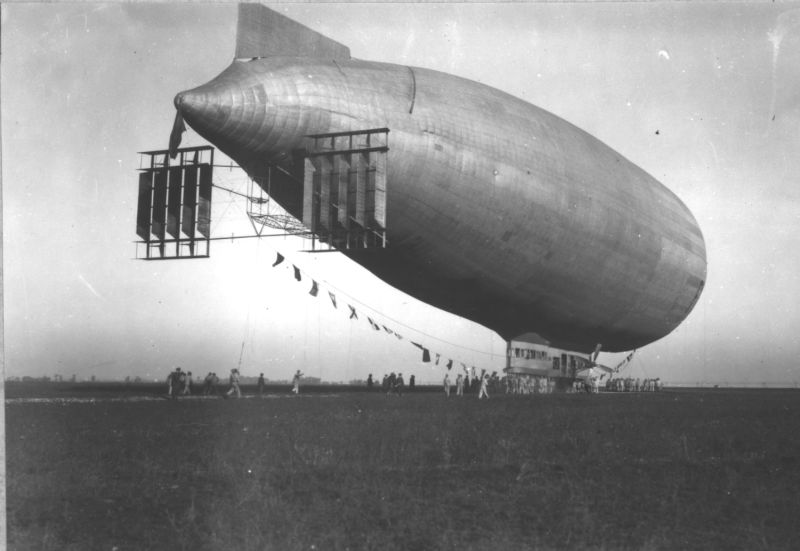
Il dirigibile F.6

Poco dopo l'incidente, Forlanini otteneva dal governo britannico un ordine per una nuova aeronave, la F.3. A causa della guerra non fu possibile consegnare il dirigibile. Dopo l'ordine britannico anche il governo italiano ordinò a Forlanini 3 dirigibili, F.4, F.5 e F.6, che vennero impiegati assieme all'F.3, durante la prima guerra mondiale dal Regio Esercito e dalla Regia Marina.
Terminato il conflitto, Forlanini tentò la carta dell'impiego del dirigibile per il trasporto passeggeri, seguendo la strada lanciata con successo dal conte von Zeppelin nel 1909 col la DELAG. Nel giugno 1919 fu effettuato un volo dimostrativo sulla rotta Milano-Venezia, successivamente vennero studiate servizi sulla rotte Roma-Napoli e Roma-Pisa-Milano, ma queste iniziative non riscossero interesse e le operazioni vennero concluse poco dopo.
L'ultimo dirigibile di Forlanini fu l'Omnia Dir, che volò postumo nel 1931. Mezzo all'avanguardia, mirava a risolvere i problemi di manovrabilità a terra dei dirigibili, per mezzo getti d'aria compressa gestiti da valvole sui tre assi, poste a poppa e prua del dirigibile.

### L'idroplano (o aliscafo)
Agli inizi del Novecento, mentre era impegnato nella costruzione del dirigibile F.1 Leonardo da Vinci, Forlanini continuava gli studi nella sua officina munita di una vasca idrodinamica, dove sperimentava il comportamento di ali e carene. Questi studi lo condussero a sviluppare quella che è oggi la sua realizzazione più famosa, ovvero l'idroplano, progenitore dei moderni aliscafi. Pur non essendo il primo ad utilizzare alette idroplane applicate allo scafo di un battello, fu il primo a realizzare un battello in cui lo scafo si sollevasse completamente dall'acqua, una volta raggiunta una certa velocità.
Sebbene i battelli di Forlanini siano in genere indicati come idroplani, idrotteri o talvolta anche come idrovolanti (utilizzando la parola idrovolante con un significato diverso da quello entrato poi in uso comune di aeroplano in grado di operar da superfici acquatiche), in realtà non vi erano molte differenze con gli aliscafi attuali, se non la struttura delle ali. Forlanini utilizzava un complesso di 4 gruppi di ali parallele (1 coppia a prua ed una coppia a poppa) di larghezza decrescente, a differenza delle ali singole in uso oggi. Una differenza che ricorda la storia degli aeroplani: i pionieri dell'aviazione volavano su biplani e triplani, configurazione che furono soppiantate dal monoplano.
Oltre che come mezzo marittimo, Enrico Forlanini, pensava all'idroplano come utile addestramento per i piloti aeronautici, per consentire loro di guadagnare l'opportuna sensibilità e senso dell'equilibrio.

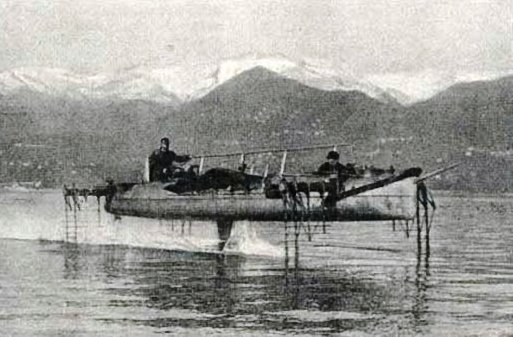
Uno degli idroplani di Forlanini sul Lago Maggiore, 1910 circa

Il primo prototipo venne provato a partire dal 1905, con un motore a scoppio da 70 CV. Insoddisfatto dalle prestazioni del motore, Forlanini adottò sul successivo prototipo un motore a vapore da 25 CV, per arrivare nel 1910 ad un modello con motore da 100 CV ed in grado di trasportare 6 persone. I test vennero condotti sul Lago Maggiore e in mare, davanti a Fiumicino, quando il 29 aprile 1911 partecipò ad una gara libera per motoscafi. Forlanini ottenne diversi brevetti per il suo "idroplano" anche nel Regno Unito e negli USA. Nel 1911 ebbe come passeggero l'inventore statunitense Alexander Graham Bell, che da circa tre anni si stava interessando agli aliscafi.
Le caratteristiche di uno di questi battelli:
Idroplano N°3: 
- Lunghezza: 10 m;
- Larghezza battello: 3,50 m (incluso il sistema di ali idroplane);
- Altezza battello sull'acqua:  0.65 m;
- Motore: Fiat da 100 CV;
- Velocità massima:  75 km/h;

### Altri studi
Anche se oggi Forlanini viene ricordato principalmente per gli studi come pioniere dell'aeronautica, egli si dedicò anche alla innovazione industriale, in particolare nel settore dei ventilatori, dell'illuminazione cittadina a incandescenza e della costruzione di tubazioni in acciaio per condotte forzate.

### Intitolazioni
A Enrico Forlanini sono oggi intitolati l'Aeroporto di Milano-Linate, il lungo viale che dalla città conduce all'aeroporto, il parco attiguo alla strada (Parco Forlanini), la fermata ferroviaria nel quartiere e la corrispondente stazione della linea M4 (Stazione Forlanini). A suo nome è anche intitolato l'edificio B12, di via La Masa, della sede di Bovisa del Politecnico di Milano. A Forlì c'è una via intitolata ad Enrico Forlanini, vicino al suo ex stabilimento.

### Morte
Forlanini morì nella sua Milano il 9 ottobre 1930 per un arresto cardiaco causato da un carcinoma gastrico.